# Лепшењ
Лепшењ (мађ. Lepsény) град је у Мађарској. Лепшењ се налази у оквиру жупаније Фејер.

## Географске одлике насеља
Насеље изграђено на брдашцу јасно је одвојено од низијског подручја Шиофок-Балатонсабади препознатљивом равничним подручјем на југозападу. Гребен оријентисан на југоисток-североисток има релативну висину од 40-50 метара, а просечна висина изнад нивоа мора варира између 150-160 метара. Ниже падине гребена су прекривене финим речним алувијумом испод леса. Његов материјал је шљунчани песак, који је резултат таложења средњег плеистоцена. Поток Чикгат који пролази кроз село дугачак је 26,5 километара и има апсолутни пад од 71 метар. Слив, корито потока, је уређен 1940. године.
Село припада умерено сувој и умерено топлој климатској зони. Зима је блага, годишње падавине умерене. Највише падавина пада у јуну и октобру-новембру. Граница села је прекривена плодним пољопривредним земљиштем и смеђом земљом која је одлична за пољопривредну производњу.

## Историја
Подручје је због својих повољних географских карактеристика било насељено од давнина. У атару села, око 2 км североисточно, током ископавања песка откопани су остаци римског насеља из касног келтског периода. На ободу села, на граници према Мезосентђерђу, на испраној обали код потока Чикгата, пронађени су и римски артефакти. Одатле потиче бочни зид римске гробнице, на којој се налази биста жене у келтској одећи, украшена фибулом. У том подручју треба потражити раскрсницу из римског доба на којој су се састајали путеви који воде од Горсијума (Тац) до Италије и од Софијане (Печуј) до Арабоне (Ђер).
Први писани помен Лепшења датира из 1226. године, када се у једном од докумената појављује као Вепшин. Године 1256. помиње се као село (вила). Године 1381. насеље, које је уживало право одржавања вашара, имало је потенцијал да се развије у трговиште. Лепшењи је углавном био у рукама породице Ботка у 15. веку. Године 1488. сматрало се најнасељенијим насељем у округу Веспрем, плаћајући 44 ХУФ у краљевску благајну за своје кметове. На то се указује и у Табула Хунгариа објављеној 1528. године. За време турске владавине био је у власништву неколико породица (Ботка, Зичи, Ањош и др.), а његови становници су давале услуге замку Палато. Током 15-годишњег рата је депопулација. Урбариј направљен 1617. године каже да је још увек био ненасељен, поново је насељен тек 1622. године. Од тада је непрекидно био насељен. У 17. веку делом је био у власништву Ањоша Фајсија, делом у власништву породице Зичи, а делом породице Ботка. Имања породице Ботка поклоњена су породици Надашди, која је наставила да се шири и у наредном веку и изградила насеље као своје имање.
Село је било насељено становништвом, које се бавило земљорадњом, сточарством и виноградарством, док се мањим делом бавило саобраћајем и индустријом. На брежуљцима Тенгерди, Бешње и Тикач, од 12. века се одвија значајно виноградарство. Од 1806. године живот планинских заједница одређен је прописима Веспремске жупаније, који се односе на све планинске заједнице у округу. Правни положај и обавезе кметова регулисани су „урбаријумом” закљученим са властелом Ференцом Надажијем 1713. и 1724. године. Званично поравнање господарске наднице спроведено је 1768. године, чиме је утврђено стање кметства до еманципације кметова.
Отприлике у то време већина становништва је била реформата, а мањи део римокатолика. Реформатска црква је основана око 1580. године, а њена католичка парохија, уз подршку властелина, покушана је да се успостави тек 1747. године, а организована је 1754. године. Године 1829. село се састојало од четири улице, са 1.233 становника било је једно од најнасељенијих села у округу Веспрем. Септембра 1848. хрватска војска која је кренула да заузме мађарску престоницу је прошла кроз ово место, али је и у пролеће и лето 1849. сматран ратом захваћеним подручјем.
Лепшењ је наставио да се континуирано развија у другој половини 19. века. Године 1861. укључен је у железничку мрежу, а 1896. године, када је изграђена железничка линија Ђер–Веспрем–Домбовар, постаје железнички чвор. Огранак Дег–Лепшењ изграђен је 1900. године, а производи великих земљопоседника су транспортовани у Лепшењ, чију су тржишну улогу појачала три национална сајма и пијаца четвртком сваке недеље. Пренасељено место (његово становништво је већ премашило 2.000 људи током 1900-их, а данас 3.300) доживело је земљишну реформу 1945. под притиском модернизованог имања Надажи. Пољопривредни пролетаријат је учествовао у аграрном социјалистичком покрету у Мезефелду од 1890-их. Од почетка 20. века део локалног вишка радне снаге запослио се у индустријализованим имањима у околини. Године 1941. четвртина радно способног становништва је већ била запослена у индустрији, овај удео је већ порастао на 35% до 1960. Самосвесно локално друштво окупљало се у удружења из 1880-их, која су углавном распуштена после 1945. године.
На крају Другог светског рата, село је неколико пута мењало власника, да би 21. марта 1945. коначно предато у руке Совјета. Обнова ратне штете, изградња дечјег вртића (1946), организовање земљорадничке задруге (1948), реорганизација СЕ Лепшењи и добровољне ватрогасне организације десили су се током првог трогодишњег плана. Реформска и римокатоличка основна школа је национализована 1948. године, зграде основних школа су проширене 1970. године, а нова школа је отворена 1994. године. Државна машинска станица почела је са радом 1948. године са 10 трактора.
Управа сеоског већа организована је у јесен 1950. године. Исте године је основана Кошутова производна задруга, која се почетком 1970-их спојила са Мезосентђерђи алкотмањи Тс, (данас Аграр Рт).
Приликом промене система извршена је реорганизација сеоске самоуправе 1990. године. Тада је село имало 2.963 становника (2.946 људи је живело у централном унутрашњем подручју, 2 особе су живеле у Оргонасу, а 15 људи је живело у Селехеђи). Деведесетих година цивилна сфера је реорганизована. Завичајна збирка настала је 1991. године, село има клуб пензионера, организацију Црвеног крста и три хора.

### Градоначелници
- 1990–1994: Иштване Адович (независтан)[3][4]
- 1994–1998: Иштване Адович (независтан)[5]
- 1998–2002: Иштване Адович (независтан)[6]
- 2002–2006: Иштван Киш (независтан)[7]
- 2006–2010: Иштван Киш (независтан)[8]
- 2010–2014: Иштван Киш (независтан)[9]
- 2014–2019: Бела Шаламон (независтан)[10]
- 2019-től: Бела Шаламон (независтан)[11]

## Демографија
Током пописа 2011. године, 88,3% становника се изјаснило као Мађари, 1,6% као Роми, а 0,5% као Немци (11,5% се није изјаснило; због двојног идентитета, укупан број може бити већи од 100%).
Верска дистрибуција је била следећа: римокатолици 44,2%, реформисани 18,5%, лутерани 0,4%, неденоминациони 15% (21% се није изјаснило).